# Wąbiewo
Wąbiewo – wieś w Polsce położona w województwie wielkopolskim, w powiecie grodziskim, w gminie Kamieniec.
Miejscowość była opisywana pod różnymi nazwami. W 1303 wzmiankowano ją jako Wambow, a opis dotyczył sprzedaży nieruchomości przez Unisława i Jana z Goździchowa wraz z Wojciechem Ślepym z Kamieńca na rzecz Szymona, plebana ze Zbąszynia. W 1387 używano nazwy Wambowo, a rok później Wanbowo, a wzmianka znajdowała się w aktach sądowych. Używano później też nazw Wambiewo i ostatecznej, Wąbiewo.
Wieś Wambiewo położona była w 1580 roku w powiecie kościańskim województwa poznańskiego.
Pod koniec XVIII wieku Wąblewo należało do Faustyna Zakrzewskiego z Parczewa (Parzęczewa). Później przeszło w ręce Potworowskich.
W okresie Wielkiego Księstwa Poznańskiego (1815-1848) miejscowość wzmiankowana jako Wąblew należała do wsi większych w ówczesnym pruskim powiecie Kosten rejencji poznańskiej. Wąblew należał do okręgu wielichowskiego tego powiatu i stanowił część majątku Parzęczew, którego właścicielem był wówczas Adolf Potworowski. 
W latach 1975–1998 miejscowość administracyjnie należała do województwa poznańskiego.

## Demografia
Według spisu urzędowego z 1837 roku Wąblew liczył 132 mieszkańców, którzy zamieszkiwali 18 dymów (domostw).
Pod koniec XIX wieku Wąblewo alias Wąbiewo liczyło 23 domostwa i 193 mieszkańców, z wyjątkiem 7 wszyscy byli wyznania katolickiego. Folwark Wąblewo podlegał wsi Parzęczewo i liczył 8 domostw i 97 mieszkańców.
Liczba mieszkańców miejscowości w poszczególnych latach:
| Rok  | Ilość mieszkańców |
| ---- | ----------------- |
| 1837 | 132               |
| 1998 | 233               |
| 2002 | 194               |
| 2009 | 203               |
| 2011 | 200               |
| 2021 | 208               |